# 리얼시트콤 청춘
《리얼시트콤 청춘》은 대한민국의 KBS에 방송됐던 교양 프로그램이며 원래 화요일 오후 8시 20분에 편성됐으나 《서세원쇼》가 MC 서세원의 해외 출국으로 녹화 일정에 차질을 빚어 2002년 8월 13일부터 대체 편성됐다. 그러나, 2002년 8월 13일에만 대체 방영됐을 뿐 같은 달 20일 사전 예고 없이 특선영화 《식스 데이 세븐 나잇》을 내보내는 등 파행방송이 계속되자 결국 같은 해 가을개편으로 막을 내려야 했다.

## 기획 의도
윤도현이 그룹 멤버들과 함께 직접 콘서트를 진행하면서 젊은이들의 실제 이야기 세 가지를 화면으로 소개하는 형식의 프로그램이다.

## 방송 일정
- KBS 2TV - 2002년 7월 30일 ~ 2002년 8월 6일 : 매주 화요일 저녁 8시 20분 ~ 8시 50분
- KBS 2TV - 2002년 8월 13일 ~ 2002년 10월 22일 : 매주 화요일 밤 11시 10분 ~ 12시

## 출연자
- 윤도현

## 참고 사항
- 앞서 언급한 것처럼 《서세원쇼》가 MC 서세원의 해외 출국으로 녹화 일정에 차질을 빚어 2002년 8월 13일부터 대체 편성됐는데[3] "기존 시트콤의 억지 웃음과 과장된 상황 설정을 피하면서 생활 속의 건강한 웃음을 만들겠다"는 것이 기획의도였음에도 눈살을 찌푸리게 하는 황당한 장면이 기존 시트콤과 다를 게 없었던 데다 회를 거듭할수록 폭력과 저속한 언어의 강도가 높아졌다는 지적을 샀다[4].